# Пояна (Шолданештський район)
Пояна (рум. Poiana) — село у Шолданештському районі Молдови. Утворює окрему комуну.

## Населення
За даними перепису населення 2004 року у селі проживали 996 осіб.
Національний склад населення села:
| Національність       | Кількість осіб | Відсоток |
| -------------------- | -------------- | -------- |
| молдавани            | 987            | 99,1%    |
| росіяни              | 5              | 0,5%     |
| українці             | 3              | 0,3%     |
| інша / без відповіді | 1              | 0,1%     |
| Всього               | 996            | 100%     |